# Catopsis morreniana
Catopsis morreniana är en gräsväxtart som beskrevs av Carl Christian Mez. Catopsis morreniana ingår i släktet Catopsis och familjen Bromeliaceae. Inga underarter finns listade i Catalogue of Life.